# Distretto di Hiki
Il distretto di Hiki (比企郡, Hiki-gun?) è uno dei distretti della prefettura di Saitama, in Giappone.
Attualmente fanno parte del distretto i comuni di Hatoyama, Kawajima, Namegawa, Ogawa, Ranzan, Tokigawa e Yoshimi.
| Controllo di autorità | VIAF (EN) 173505701 · LCCN (EN) n82143971 · J9U (EN, HE) 987007564407305171 · NDL (EN, JA) 00392528 |